# 미국 감독 조합
미국 감독 조합(Directors Guild of America, DGA)은 미국 영화 산업과 해외 영화 및 TV 부문 감독들의 이익을 대표하는 엔터테인먼트 길드이다. 1936년 "스크린 디렉터 길드"(Screen Directors Guild)라는 이름으로 설립된 이 그룹은 1960년 라디오 및 텔레비전 감독 길드와 합병하여 현대 미국 감독 조합이 되었다.

## 개요
산업 전반에 걸친 여러 직업이 아닌 개별 직업을 조직하려는 노동조합인 DGA는 직종별 노동조합이다. 이는 감독과 감독팀 구성원(조감독, 단위 제작 관리자, 무대 관리자, 준감독, 프로덕션 동료 및 위치 관리자(뉴욕 및 시카고))을 대표한다. 이러한 표현에는 영화, 텔레비전, 다큐멘터리, 뉴스, 스포츠, 광고 및 뉴미디어와 같은 모든 종류의 미디어가 포함된다.
이 조합에는 다양한 교육 프로그램이 있어 합격한 지원자는 다양한 제작물에 배치되고 영화 또는 TV 산업에서 일하는 경험을 얻을 수 있다.
2020년 기준 조합 회원 수는 18,000명이 넘는다. DGA 본부는 할리우드의 선셋 대로에 있으며, 뉴욕과 시카고에 위성 사무소가 있고 샌프란시스코, 시카고, 런던에 조정 위원회가 있다.

## 같이 보기
- 앨런 스미시
- 미국 감독 조합상